# Cercle de Bourgogne
Pour les articles homonymes, voir Bourgogne.

Carte des cercles impériaux au début du XVIe siècle. Le cercle de Bourgogne figure en rouge.

Le cercle de Bourgogne (en allemand, Burgundischer Reichskreis) est un cercle impérial du Saint-Empire romain germanique.

## Caractéristiques
Le cercle de Bourgogne est l’un des quatre nouveaux cercles constitués en 1512, une décennie après la réforme impériale (Reichsreform) de Maximilien Ier.
Le cercle comprend principalement les anciens États bourguignons, détenus par les Habsbourg dans l’ouest du Saint-Empire. Géographiquement, le cercle est composé de deux parties distinctes : le comté de Bourgogne (Franche-Comté) au sud et les Pays-Bas bourguignons au nord (actuels Belgique, Luxembourg, Pays-Bas et nord de la France. La principauté de Liège et celle de Stavelot-Malmedy, en revanche, relèvent du cercle du Bas-Rhin-Westphalie).
L’assise territoriale du cercle est considérablement réduite au cours du temps avec la sécession des Provinces-Unies en 1581, l’annexion du comté de Bourgogne par la France en 1678 et l’expansion progressive de celle-ci sur la Flandre française. L’occupation et l’annexion des territoires restants par la France révolutionnaire dans les années 1790 consacre la fin effective du cercle.

## Membres et évolution

### Début duXVIesiècle
Les États suivants font partie du cercle de Bourgogne à sa création en 1512 :
| Blason | Nom                      | Notes |
| ------ | ------------------------ | --- |
|        | Marquisat d’Anvers       | Forme la frange Nord-Ouest du Brabant. Une des Dix-Sept Provinces de 1549. À la France en 1795.                                                                                                  |
|        | Comté d'Artois           | Transféré à l'Empire en 1526. Une des Dix-Sept Provinces de 1549. Conquête par la France en 1640, confirmée de jure en 1659 et 1679.                                                             |
|        | Seigneurie de Bergh      | |
|        | Besançon                 | Ville libre d'Empire en 1290. À la France en 1678. |
|        | Comté de Bourgogne       | Fondé au Xe siècle. À la France en 1678. |
|        | Duché de Brabant         | Une des Dix-Sept Provinces de 1549. À la France en 1795. |
|        | Terre de Drenthe         | Terre (Landschap) parfois distincte de la seigneurie d'Overijssel dont elle fait partie. Une des Dix-Sept Provinces de 1549. Soustraite du Saint-Empire en 1648, lors des traités de Westphalie. |
|        | Comté d'Egmond           | Vassale du comté de Hollande |
|        | Comté d'Ijsselstein      | Vassale du comté de Hollande |
|        | Comté de Flandre         | Transféré à l'Empire en 1526. Une des Dix-Sept Provinces de 1549. À la France en 1795. |
|        | Seigneurie de Frise (en) | Une des Dix-Sept Provinces de 1549. Soustraite du Saint-Empire en 1648, lors des traités de Westphalie.                                                                                          |
|        | Comté de Hainaut         | Une des Dix-Sept Provinces de 1549. À la France en 1795. |
|        | Comté de Hollande        | Une des Dix-Sept Provinces de 1549. Soustraite du Saint-Empire en 1648, lors des traités de Westphalie.                                                                                          |
|        | Comté de Horn            | À Liège en 1588. |
|        | Duché de Limbourg        | Union avec le Brabant en 1288. Une des Dix-Sept Provinces de 1549. À la France en 1795. |
|        | Duché de Luxembourg      | Une des Dix-Sept Provinces de 1549. À la France en 1795. |
|        | Maastricht               | Ville libre d'Empire. À la France en 1794. |
|        | Seigneurie de Malines    | Une des Dix-Sept Provinces de 1549. À la France en 1795. |
|        | Comté de Namur           | Une des Dix-Sept Provinces de 1549. À la France en 1795. |
|        | Tournai                  | Châtellenie française transférée à l'Empire en 1526. |
|        | Comté de Zélande         | Une des Dix-Sept Provinces de 1549. Soustraite du Saint-Empire en 1648, lors des traités de Westphalie.                                                                                          |

### 1548
En 1548, lors de la Diète d'Empire à Augsbourg, l'empereur Charles Quint place les Pays-Bas (actuelle Belgique) sous la protection du corps germanique, à l'intérieur du cercle de Bourgogne, moyennant une exemption des taxes habituelles de la juridiction de la chambre impériale. Le cercle acquiert un statut de quasi-indépendance. Les membres suivants, précédemment rattachés au cercle du Bas-Rhin-Westphalie, sont transférés au cercle de Bourgogne :
| Blason | Nom                          | Notes |
| ------ | ---------------------------- | --- |
|        | Groningue                    | Ville libre d'Empire |
|        | Seigneurie de Groningue (en) | Créée en 1536 à partir des Ommelanden de Groninge. Une des Dix-Sept Provinces de 1549. Soustraite du Saint-Empire en 1648, lors des traités de Westphalie. |
|        | Duché de Gueldre             | Une des Dix-Sept Provinces de 1549. Quitte le Saint-Empire en 1581 à la création des Provinces-Unies.                                                      |
|        | Seigneurie de Jever          | Transféré au cercle de basse Rhénanie en 1588. |
|        | Seigneurie d'Overijssel      | Fondée en 1528. Une des Dix-Sept Provinces de 1549. Soustraite du Saint-Empire en 1648, lors des traités de Westphalie.                                    |
|        | Principauté d'Utrecht        | Une des Dix-Sept Provinces de 1549. Soustraite du Saint-Empire en 1648, lors des traités de Westphalie.                                                    |
|        | Comté de Zutphen             | Union avec la Gueldre en 1182. Une des Dix-Sept Provinces de 1549. Soustraite du Saint-Empire en 1648, lors des traités de Westphalie.                     |

### Les trois Conseils
Charles Quint avait créé trois conseils collatéraux en 1531 : le Conseil d'État, le Conseil privé et le Conseil des Finances. Cette invention rationnelle confie à trois organismes spécifiques des fonctions régaliennes distinctes :
- Conseil d'État : questions juridiques
- Conseil privé : grands enjeux politiques
- Conseil des Finances : affaires financières.

Elle traduit la volonté du pouvoir bourguignon de mieux contrôler les rouages financiers et juridiques complexes. Elle permet aussi de limiter le pouvoir de l'aristocratie aux questions juridiques, en les confinant au Conseil d'État, alors que les deux autres organes, aux missions plus techniques, sont confiés à un personnel mieux formé et issu de milieux plus modestes.

### Indépendance des Provinces-Unies
Les conflits entre Philippe II d'Espagne et ses sujets néerlandais conduisent à la guerre de Quatre-Vingts Ans en 1568. Les sept provinces du nord des Pays-Bas espagnols déclarent leur indépendance en 1581 sous le nom de Provinces-Unies. Elles comportent :
- la seigneurie de Groningue
- la seigneurie de Frise
- la seigneurie d'Overijssel
- les trois quarts du duché de Gueldre, ainsi que le comté de Zutphen
- la seigneurie d'Utrecht
- le comté de Hollande
- le comté de Zélande

Les provinces quittent le Saint-Empire — et le cercle de Bourgogne. L'Espagne conserve la possession des Pays-Bas méridionaux.

### Annexions françaises
Les traités des Pyrénées en 1659, d'Aix-la-Chapelle en 1668 et de Nimègue en 1678 consacrent la sortie de l'Artois, de la Franche-Comté et de parties de la Flandre et du Hainaut de l'Empire et du cercle.
Les traités d'Utrecht et de Rastadt en 1713 et 1714 apportent le reste des Pays-Bas espagnols à l'Autriche. Ils sont dès lors désignés sous le terme de Pays-Bas autrichiens.

### Fin duXVIIIesiècle
À la fin du XVIIIe siècle, le cercle de Bourgogne est composé de Malines, du Luxembourg, de Gueldre, du Hainaut, de la Flandre, de Tournai, de Namur, du Brabant, d'Anvers et du Limbourg, un territoire considérablement réduit par rapport à sa création en 1512.
Le 18 octobre 1797 par les articles 3 et 4 du traité de Campo-Formio, l'empereur François II renonce pour lui et ses successeurs à tous ses droits sur les territoires qu'il possède dans l'actuelle Belgique et les cède à perpétuité à la France.